# Église Saint-Jean-Baptiste de Pouchkine
L'église Saint-Jean-Baptiste est une église catholique située à Tsarskoïe Selo (ou Pouchkine), municipalité intégrée à l'agglomération de Saint-Pétersbourg, à 25 kilomètres de la « capitale du nord » de la Russie. Elle dépend de l'archidiocèse de Moscou et du doyenné du nord-ouest.

## Historique

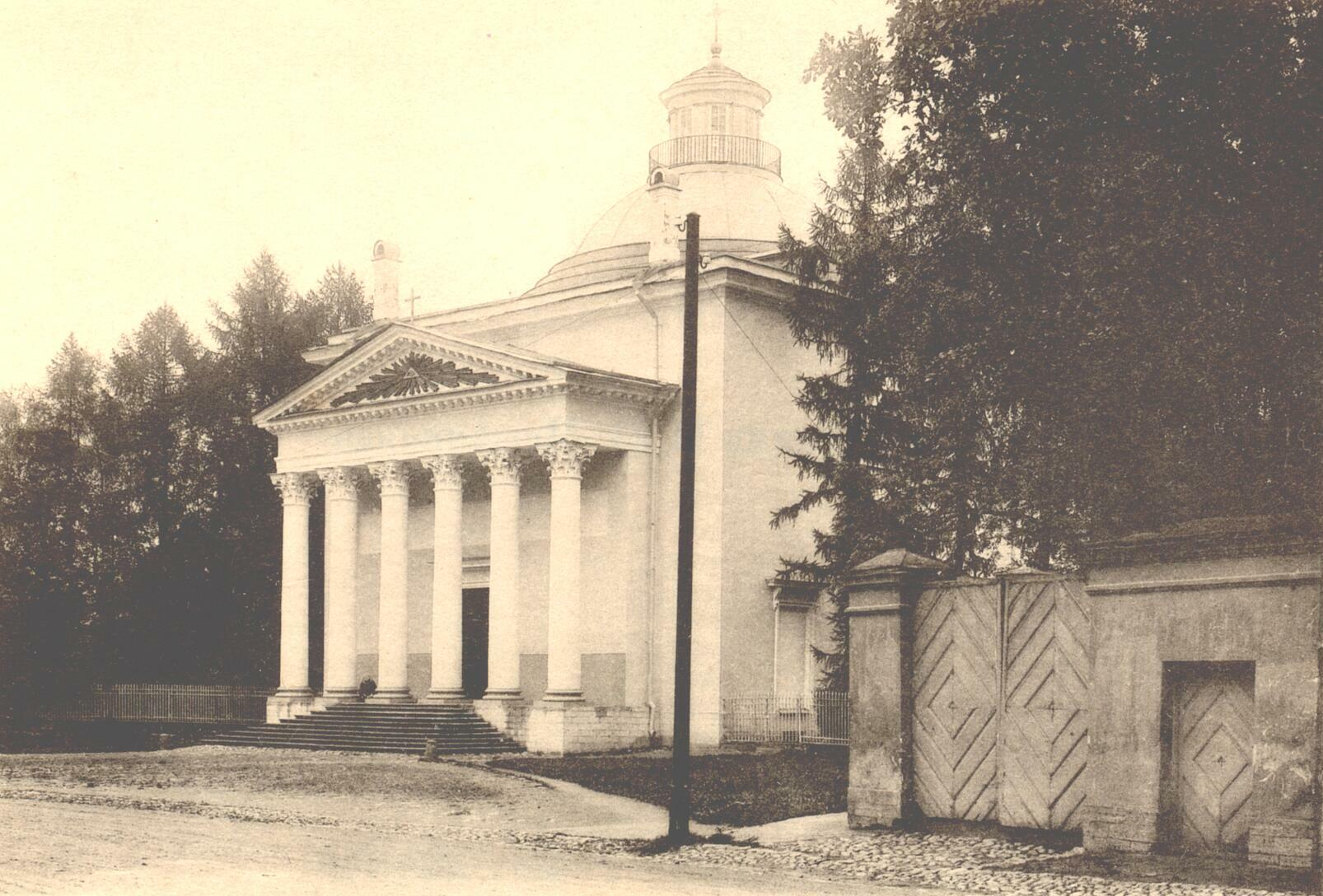
L'église Saint-Jean-Baptiste à la fin des années 1890

La première église catholique de Tsarskoïe Selo (résidence impériale) a été construite en 1811, rue de l'hôpital, dans la propriété du maître de cérémonies à la cour (Ceremoniemeister), le commandeur Mezonaïev; mais l'église ne suffit pas aux besoins de la communauté. Celle-ci s'adresse à l'empereur Alexandre qui donne la permission de faire construire une nouvelle église dans un autre terrain offert par lui. Elle est finalement construite en style néoclassique en 1823-1825 par les architectes Leone et Domenico Adamini, puis par Vassili Stassov. La première pierre est bénite le 24 (6 juillet) 1825, fête de saint Jean-Baptiste, en présence du ministre de l'Instruction publique et l'église est consacrée par Mgr Lipski, évêque de Minsk, le 21 novembre (4 décembre) 1826.
L'église est agrandie en 1906-1908. En 1923, une partie du mobilier et des objets liturgiques de l'église est saisie pour être attribuée aux besoins des victimes de la famine de la région de la Volga, mais l'église ne ferme pas, contrairement à presque toutes les églises catholiques de la région et de Pétrograd, fermées par les autorités bolchéviques en quelques semaines cette année-là. Le curé, qui était en même temps administrateur apostolique de la région, est arrêté pour activités anti-bolchéviques en 1929 et déporté au camp de Solovki, avant d'être relâché en septembre 1932 et expulsé en Pologne. L'église est alors desservie par des prêtres dominicains français de Notre-Dame de Lourdes de Léningrad, les PP. Jean Amoudru et Michel Florent, Du 27 novembre 1934 au 22 juillet 1935, le præsidium du soviet de la ville prend la décision de l'abrogation de l'exercice du culte, sous prétexte de travaux d'entretien non effectués, pourtant les paroissiens avaient payé pour la restauration de l'église. L'église est définitivement fermée en avril 1938 et transformée en salle de gymnastique. Les personnes inhumées dans l'église sont enterrées au cimetière Notre-Dame de Kazan de la ville.
L'église souffre de dommages pendant la période d'occupation allemande de la ville au moment du siège de Léningrad. Après la guerre, l'édifice est converti en salle de concert, administrée par le musée national de Pouckine (nouveau nom de la ville).
La première cérémonie catholique a lieu le 17 mars 1991, après la chute de l'URSS, en présence de sept paroissiens catholiques. La messe est célébrée les dimanches suivants. C'est le 1er octobre 1997 que l'église est officiellement rendue à la paroisse catholique de la ville, en accord avec la direction des musées nationaux de Tsarskoïe Selo qui est propriétaire de l'édifice.
Elle est desservie aujourd'hui par deux prêtres espagnols.

## Architecture

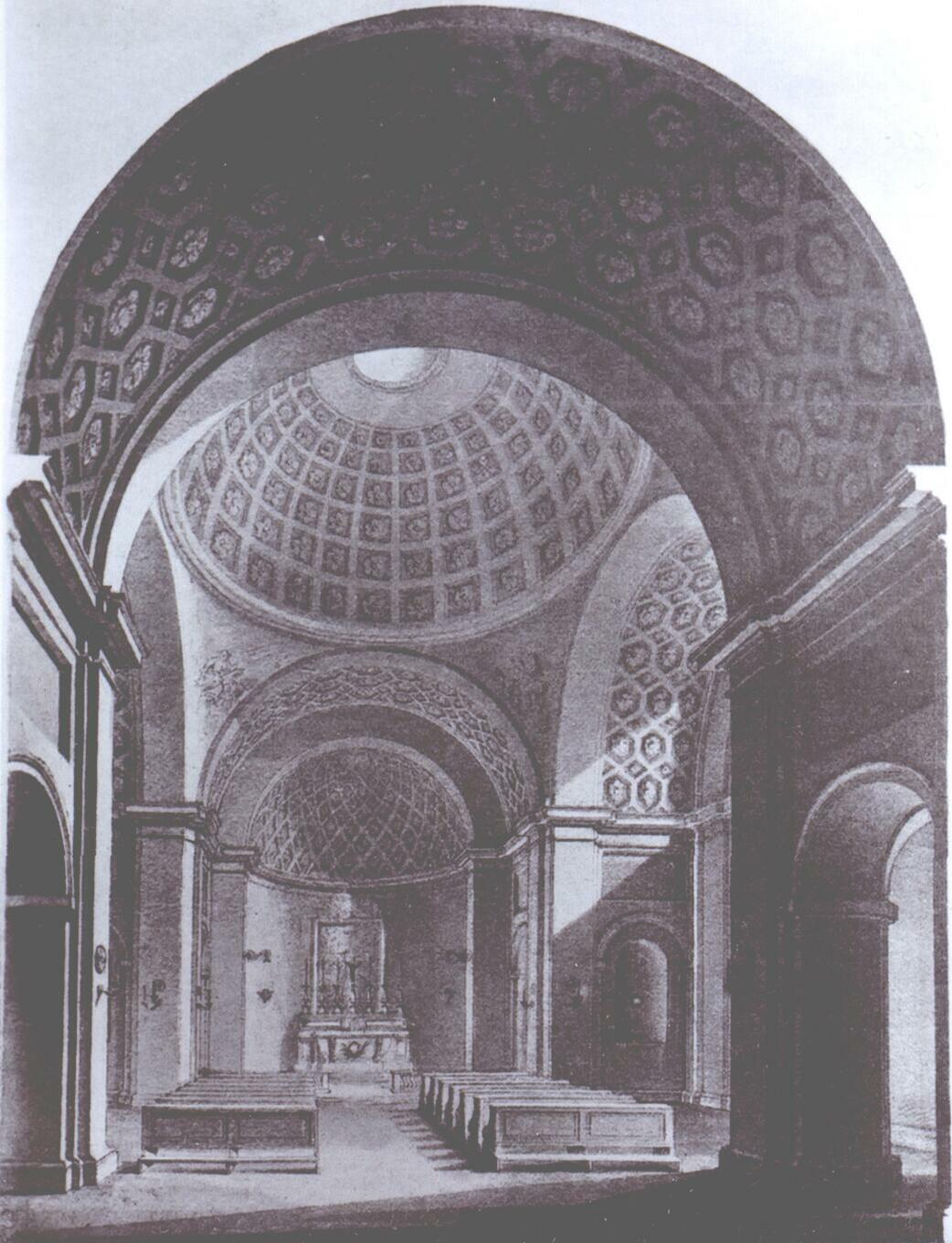
Intérieur de l'église en 1909

L'église est de style néoclassique avec un portique hexastyle corinthien, soutenant un fronton à la grecque décoré du symbole de la Trinité. L'église est couronnée d'une coupole.
Le maître-autel est voué à saint Jean-Baptiste, les autels latéraux à la Sainte-Agonie et à Notre Dame du Rosaire. Il y avait autrefois au-dessus du maître-autel une représentation en bronze gravé de la décollation de saint Jean-Baptiste, offerte par la princesse Lovitch (1795-1831), épouse morganatique du grand-duc Constantin Pavlovitch de Russie.
La crypte abritait les sépultures des personnages suivants :
- Prince Emmanuel Nikolaïevitch Mechtcherski (Mieszczerski en orthographe à la polonaise) (1842-1877), héros de la bataille de Chipka
- Général Joseph-Auguste Ilinsky, commandeur de l'ordre de Malte et sénateur de l'Empire (1760-1844)
- Comte Giulio-Renato de Litta-Visconti-Arese (1763-1839)
- Mgr Constantin Maculewicz, prélat de Sa Sainteté, ancien curé (mort en 1906)
- Comte Constantin Ożarowski (1823-1893) et comtesse Marie Ożarowska (1761-1831)
- Princesse Lovitch, née comtesse Grudzinska (1795-1831)[3]

Il y avait en tout trente-huit sépultures dans la crypte, avant qu'elles soient transférées au cimetière ND de Kazan.

## Notes

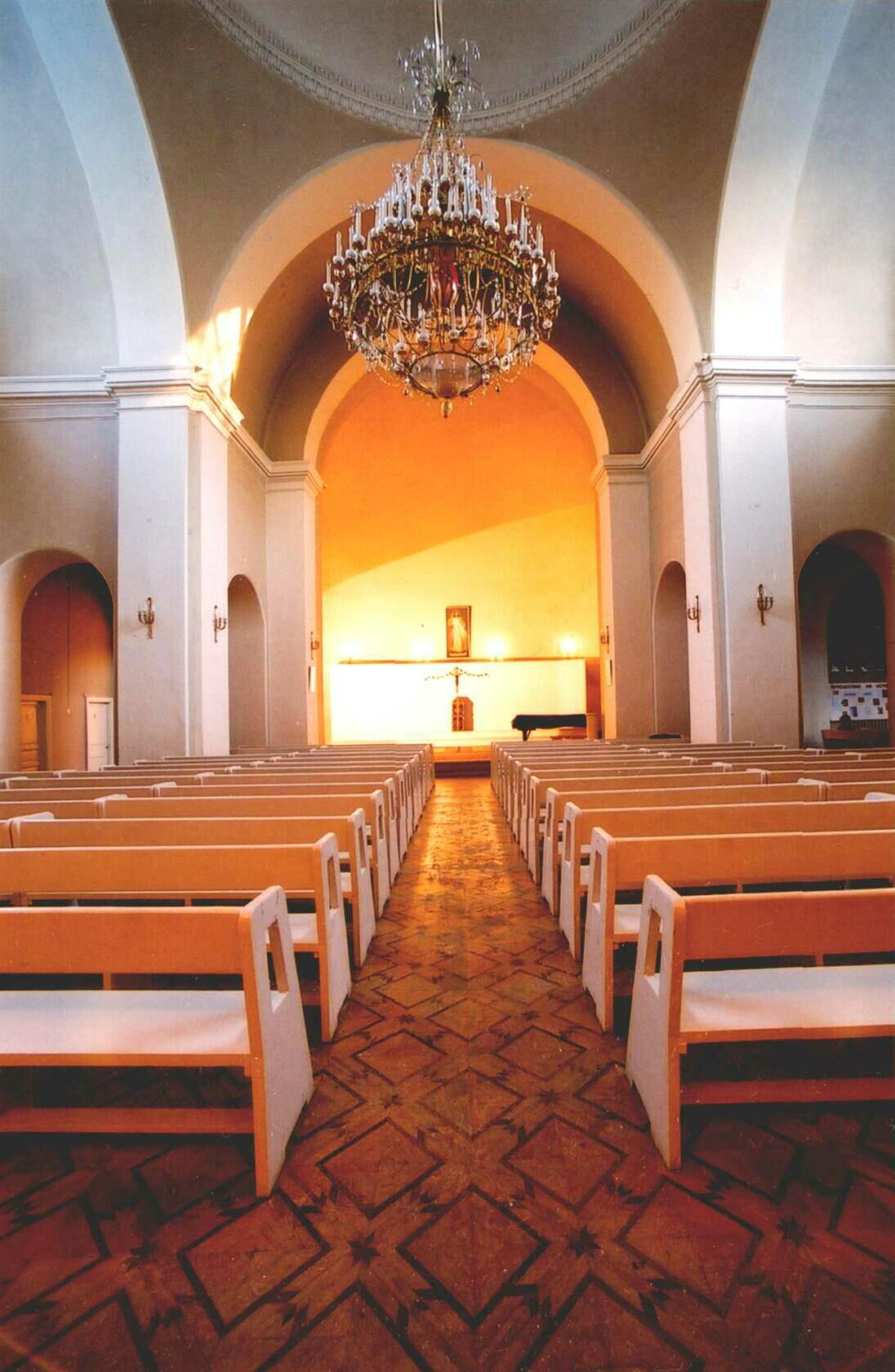
Intérieur de l'église en 2002

## Source
- (ru) Cet article est partiellement ou en totalité issu de l’article de Wikipédia en russe intitulé « Церковь Иоанна Крестителя (Пушкин) » (voir la liste des auteurs).